# Gabriel Ferrater

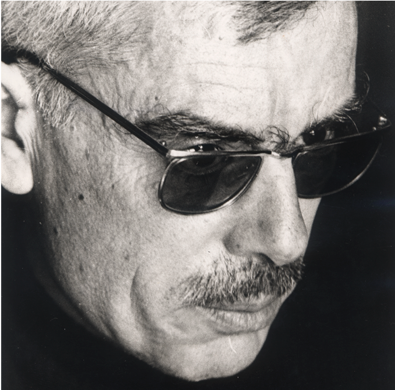
Gabriel Ferrater

Gabriel Ferrater i Soler (* 20. Mai 1922 in Reus; † 27. April 1972 in Sant Cugat del Vallès) war ein spanischer Dichter, Übersetzer, Literaturkritiker und Linguist.

## Leben
Gabriel Ferrater wuchs in seiner katalanischen Heimatstadt Reus auf, wurde erst mit zehn Jahren eingeschult und begann früh mit der Lektüre von Klassikern aus der Bibliothek seines Vaters, unter anderem Stendhal, Flaubert und Baudelaire. Wegen des Bürgerkriegs und des Siegs der franquistischen Truppen zog die Familie 1938 nach Frankreich und kehrte 1942 nach Barcelona zurück.
Nach dem Wehrdienst begann Ferrater 1946 ein Mathematikstudium, das er nicht abschloss; nach dem Tod des Vaters (1951) betätigte er sich zunehmend als Kunst- und Literaturkritiker und kam so auch mit den literarischen Zirkeln Barcelonas in Berührung. Am Ende der 1950er und Anfang der 1960er Jahre schrieb er drei Gedichtbände, die ihn zu einer zentralen Figur des literarischen Geschehens machten.
1963 arbeitete er für ein Jahr als Lektor bei Rowohlt in Hamburg, wieder in Barcelona studierte er dort Romanische Philologie und wurde anschließend Dozent für Linguistik an der Universitat Autònoma de Barcelona. In den letzten Jahren seines Lebens beschäftigte er sich mit linguistischen Fragen, insbesondere mit Chomskys generativer Transformationsgrammatik, übersetzte literarische und linguistische Werke und verfasste Monographien, Artikel und Essays zu Literatur und Kunst.
1972 tötete sich Gabriel Ferrater, der unter Alkoholproblemen litt, selbst.

## Werk
Ferrater veröffentlichte drei Gedichtbände (Da nuces pueris, 1960; Menja’t una cama, 1962; Teoria dels cossos, 1966), die 1968 als ein Band unter dem Titel Les dones i els dies in leicht überarbeiteter und ergänzter Fassung erschienen.
Ferraters Lyrik, in der Einflüsse unter anderem von W.H. Auden, Brecht, aber auch Shakespeare und Ausiàs March erkennbar sind, zeichnet sich durch Kühle und Ironie aus, einen desillusionierten Blick auf die Liebe und die Betonung der Vergänglichkeit. Die dezidiert kolloquiale Diktion, die deutliche Gegenposition zu – seinerzeit durchaus häufigen – konventionell-postromantischen Auffassungen von Poesie, aber ebenso die Distanz zu hermetischen Richtungen stellten ein Novum und auch eine Provokation dar und beeinflussten nachfolgende Generationen stark.
Gabriel Ferrater übersetzte unter anderem Kafkas Der Process ins Katalanische und Werke von Hemingway und Peter Weiss ins Spanische; ein Band über die Dichtung von Carles Riba ebenso wie je eine Sammlung literaturkritischer und sprachwissenschaftlicher Artikel wurden posthum von seinem Bruder Joan herausgegeben.
Nur einzelne seiner Gedichte wurden bislang ins Deutsche übersetzt; sie sind in verschiedenen Anthologien und auf Websites veröffentlicht.